# Arcke des Verbondes
«Arcke des Verbondes», «Ковчег Завета», «Скиния завета» или № 1 — прам Балтийского флота Российской империи, участник Северной войны.

## Описание судна
Один из двух парусно-гребных прамов, построенных в Санкт-Петербургском адмиралтействе по одному проекту. Длина судна составляла 24,4 метра, ширина — 7,9 метра, а осадка 1,8 метра. Вооружение судна в разное состояло из шестнадцати или восемнадцати 18-фунтовых и 12-фунтовых орудий. Имел неуклюжий короткий и широкий корпус и обладал скверными мореходными качествами.
В течение последующих тридцати лет почти все прамы Балтийского флота строились по образу первых «ковчегов» (от «Arcke des Verbondes» — «Ковчег Завета» и «Arkanne» — «Ноев Ковчег») с небольшими изменениями и улучшениями.

## История службы
Прам «Arcke des Verbondes» был заложен 1 (12) января 1706 года на стапеле Санкт-Петербургского адмиралтейства и после спуска на воду 29 апреля (10 мая) 1706 года вошёл в состав Балтийского флота России. Строительство вёл корабельный мастер Выбе Геренс.
Принимал участие в Северной войне 1700—1721 годов. С апреля по октябрь 1707 года в составе флота выходил из Санкт-Петербурга к острову Котлин. 
По окончании службы в 1710 году прам «Arcke des Verbondes» был разобран в Кроншлоте.

## Командиры судна
Командиром прама «Arcke des Verbondes» в 1707 году служил поручик Иоанн Гес, поступивший на русскую службу в 1704 году и выбывший в 1708 году, сведений о командирах прама в другие годы не сохранилось.

### Комментарии
1. ↑  Второй прам «Arkanne» или № 2[1].
2. ↑  80 футов[2].
3. ↑  26 футов[2].
4. ↑  6 футов[2].
5. ↑  В некоторых источниках указывается 29 июня (10 июля) 1706 года[3].